# Anatómiai nomenklatúra
Nomina anatomica vagy anatómiai nomenclatura az anatómia latin nevezéktana. Az anatómiában a latin elnevezések egységesítését három időpontban végezték el az anatómusok. Az elfogadott anatómiai elnevezéstanokat (nomenclaturát) azon városokról nevezték el, ahol kihirdették őket. Ezek alapján megkülönböztetünk Bázeli (BNA) 1895, Jénai (JNA) 1935 és Párizsi (PNA) 1955 anatómiai nomenclaturát. Jelenleg anatómiát a legutóbb megjelent Párizsi Nomina Anatomica alapján oktatnak, de a mindennapos orvosi gyakorlatban a legrégebbi Bázeli elnevezéstan szerint írott meghatározásokkal találkozhatunk.

## Szakirodalom
- Regéczy-Toldt: Az ember anatómiája (Oktatási anyag Debreceni Egyetem Általános Orvostudományi Kar 1993)